# 고복남 (고구려)
고복남(高福男, ?~?)은 고구려의 태자이다.

## 생애
고구려의 태자로서 665년 당나라에 파견되어 666년 정월에 당나라에서 처음 열린 봉선(封禪) 의례에 참석했다.
668년, 고구려의 수도인 평양성이 함락되자 당나라로 잡혀갔다.